# Futbol Club Barcelona en competicions internacionals
Al llarg de la seva història, el primer equip de Futbol Club Barcelona ha disputat diversos campionats oficials, tant a nivell europeu com internacionals (com ara el Mundial de Clubs). El club va participar per primera vegada en una competició europea l'any 1910. La competició va durar de 1910 a 1914 i el Barcelona va guanyar quatre de les cinc edicions. Des de 1914 fins a l'inici de la Copa Llatina el 1949, Barcelona no va participar en cap competició internacional. A partir de la temporada 1955–56, amb l'excepció de la 1956–57 (durant la primera Copa de Fires, perquè el Viena XI es va retirar de la competició) ha participat cada temporada en una o més competicions europees, sent l'únic equip que ha jugat a les competicions europees cada any fins a l'actualitat.
El primer equip de Barcelona ocupa el segon lloc en el rànquing dels clubs europeus amb més èxit pel que fa al nombre de trofeus internacionals oficials guanyats, darrere del Reial Madrid. Amb la Supercopa d'Europa 2015 a Tbilisi contra el Sevilla i el Campionat del Món de Clubs 2015 a Yokohama contra el River Plate, el club català va aixecar el seu trofeu internacional número 22, la segona marca més gran per darrere dels 32 del Reial Madrid.
Com a club poliesportiu la història del Barça en competicions internacionals és una de les més brillants de tot Europa i del món. Fins a la data, el FC Barcelona ha aixecat 124 títols en competicions internacionals, els quals destaquen entre ells 48 Copes d'Europa (màxim títol continental): 22 Copa d'Europa d'hoquei patins masculina, 12 Copa d'Europa d'handbol, 3 Lliga de Campions Femenina de la UEFA, 2 Copa d'Europa de bàsquet, 4 UEFA Futsal Champions League i sobretot 5 Lliga de Campions de la UEFA.

## Futbol

### Història

#### Els primers passos
La primera vegada que el Futbol Club Barcelona va participar en una competició internacional oficial, va ser en la primera edició de la Copa de les Ciutats en Fires, torneig ideat el 1955 per Ernst Thommen, Ottorino Barrasi i Stanley Rous, figures rellevants de l'Europa futbolística de l'època. Originalment planificada per disputar-se al llarg de tres temporades, aquesta primera edició es desenvolupà entre 1955 i 1958. L'objectiu d'aquest torneig era enfrontar les seleccions de les ciutats amb Fires de Mostres Internacionals, és a dir, Barcelona, Basilea, Birmingham, Copenhaguen, Frankfurt del Main, Lausana, Leipzig, Londres, Milà i Zagreb. Com que l'Espanyol de Barcelona es va negar a cedir cap dels seus jugadors, la selecció de Barcelona es va compondre completament per jugadors del Barça, motiu pel qual es considera que fou aquest equip qui participà en la competició. A més de Barcelona, Birmingham (Birmingham City) i Lausana (Lausanne-Sports) van ser els únics que van participar amb jugadors d'un únic equip, donant-se la casualitat que tots tres disputarien les semifinals.
Així Barcelona, que jugava amb samarreta blava i pantaló blanc (l'equipació de la Federació Catalana de Futbol de l'època), va quedar enquadrada en el grup A, juntament amb la selecció de Copenhaguen i la de Viena. No obstant, la retirada de la darrera abans d'iniciar la competició, va forçar que Barcelona i Copenhaguen juguessin dos partits, en una primera fase que es va allargar entre les temporades 1955-56 i 1956-57. El primer partit oficial de l'equip català a nivell internacional es va disputar el 25 de desembre de 1955, al Camp de les Corts, i va acabar amb una victòria barcelonina per 6-2. El segon partit es va disputar el 26 d'abril de 1956, a Dinamarca, i va acabar amb empat a 1.

### Palmarès en competicions internacionals
- 5 Copes d'Europa  (1991-1992, 2005-2006, 2008-2009, 2010-2011, 2014-2015)[2]
- 3 Campionats del Món de Clubs (2009, 2011, 2015)
- 5 Supercopes d'Europa (1992, 1997, 2009, 2011, 2015)
- 4 Recopes d'Europa (1979, 1981-82, 1988-89, 1997)
- 3 Copes de Fires (actualment UEFA Europa League) (1958, 1960, 1966)

### Trajectòria a les competicions internacionals per temporades
- ¹ Equip eliminat millor posicionat en cas de classificació, equip classificat pitjor posicionat en cas d'eliminació.

| Copa Intercontinental / Mundial de Clubs       | Copa Intercontinental / Mundial de Clubs | Copa Intercontinental / Mundial de Clubs | Copa Intercontinental / Mundial de Clubs | Copa Intercontinental / Mundial de Clubs | Copa Intercontinental / Mundial de Clubs | Copa Intercontinental / Mundial de Clubs | Copa Intercontinental / Mundial de Clubs | Copa Intercontinental / Mundial de Clubs | Copa Intercontinental / Mundial de Clubs |
| Edició                                         |                                          |                                          |                                          |                                          |                                          | Semifinals                               | Final                                    |                                          |                                          |
| ---------------------------------------------- | ---------------------------------------- | ---------------------------------------- | ---------------------------------------- | ---------------------------------------- | ---------------------------------------- | ---------------------------------------- | ---------------------------------------- | ---------------------------------------- | ---------------------------------------- |
| 92                                             |                                          |                                          |                                          |                                          |                                          |                                          | São Paulo FC                             |                                          |                                          |
| 06                                             |                                          |                                          |                                          |                                          |                                          | Club América                             | Internacional Porto Alegre               |                                          |                                          |
| 09                                             |                                          |                                          |                                          |                                          |                                          | CF Atlante                               | Estudiantes La Plata                     |                                          |                                          |
| 11                                             |                                          |                                          |                                          |                                          |                                          | Al-Sadd                                  | Santos FC                                |                                          |                                          |
| 15                                             |                                          |                                          |                                          |                                          |                                          | Guangzhou Evergrande                     | River Plate                              |                                          |                                          |
| Supercopa d'Europa                             |                                          |                                          |                                          |                                          |                                          |                                          |                                          |                                          |                                          |
| Edició                                         |                                          |                                          |                                          |                                          |                                          |                                          | Final                                    |                                          |                                          |
| 79                                             |                                          |                                          |                                          |                                          |                                          |                                          | Nottingham Forest                        |                                          |                                          |
| 82                                             |                                          |                                          |                                          |                                          |                                          |                                          | Aston Villa                              |                                          |                                          |
| 89                                             |                                          |                                          |                                          |                                          |                                          |                                          | AC Milà                                  |                                          |                                          |
| 92                                             |                                          |                                          |                                          |                                          |                                          |                                          | Werder Bremen                            |                                          |                                          |
| 97                                             |                                          |                                          |                                          |                                          |                                          |                                          | Borussia Dortmund                        |                                          |                                          |
| 06                                             |                                          |                                          |                                          |                                          |                                          |                                          | Sevilla FC                               |                                          |                                          |
| 09                                             |                                          |                                          |                                          |                                          |                                          |                                          | Shakhtar Donetsk                         |                                          |                                          |
| 11                                             |                                          |                                          |                                          |                                          |                                          |                                          | FC Porto                                 |                                          |                                          |
| 15                                             |                                          |                                          |                                          |                                          |                                          |                                          | Sevilla FC                               |                                          |                                          |
| Copa d'Europa / Lliga de Campions de la UEFA   |                                          |                                          |                                          |                                          |                                          |                                          |                                          |                                          |                                          |
| Edició                                         |                                          |                                          | Setzens de final                         | Vuitens de final                         | Quarts de final                          | Semifinals                               | Final                                    |                                          |                                          |
| 59/60                                          |                                          |                                          | CSKA Sofia                               | AC Milà                                  | Wolverhampton Wanderers                  | Reial Madrid                             |                                          |                                          |                                          |
| 60/61                                          |                                          |                                          | Lierse SK                                | Reial Madrid                             | Spartak Hradec Králové                   | Hamburg SV                               | SL Benfica                               |                                          |                                          |
| 74/75                                          |                                          |                                          | Linzer ASK                               | Feyenoord Rotterdam                      | Åtvidabergs FF                           | Leeds United                             |                                          |                                          |                                          |
| 85/86                                          |                                          |                                          | Sparta Praga                             | FC Porto                                 | Juventus FC                              | IFK Göteborg                             | Steaua Bucarest                          |                                          |                                          |
| Edició                                         |                                          |                                          | Setzens de final                         | Vuitens de final                         | Fase de grups¹                           | Fase de grups¹                           | Final                                    |                                          |                                          |
| 91/92                                          |                                          |                                          | Hansa Rostock                            | 1. FC Kaiserslautern                     | SL Benfica                               | Sparta Praga                             | Sampdoria UC                             |                                          |                                          |
| 92/93                                          |                                          |                                          | Viking Stavanger                         | CSKA Moscou                              |                                          |                                          |                                          |                                          |                                          |
| Edició                                         |                                          |                                          | Setzens de final                         | Vuitens de final                         | Fase de grups¹                           | Semifinals                               | Final                                    |                                          |                                          |
| 93/94                                          |                                          |                                          | Dynamo Kiev                              | Austria Viena                            | Spartak Moscou                           | FC Porto                                 | AC Milà                                  |                                          |                                          |
| Edició                                         |                                          |                                          |                                          | Fase de grups¹                           | Quarts de final                          | Semifinals                               | Final                                    |                                          |                                          |
| 94/95                                          |                                          |                                          |                                          | Manchester United FC                     | Paris Saint-Germain FC                   |                                          |                                          |                                          |                                          |
| Edició                                         |                                          | Fase prèvia                              |                                          | Fase de grups¹                           | Quarts de final                          | Semifinals                               | Final                                    |                                          |                                          |
| 97/98                                          |                                          | Skonto Riga                              |                                          | Dynamo Kiev                              |                                          |                                          |                                          |                                          |                                          |
| 98/99                                          |                                          |                                          |                                          | Manchester United FC                     |                                          |                                          |                                          |                                          |                                          |
| Edició                                         |                                          |                                          | 1ª Fase de grups¹                        | 2ª Fase de grups¹                        | Quarts de final                          | Semifinals                               | Final                                    |                                          |                                          |
| 99/00                                          |                                          |                                          | Arsenal FC                               | Sparta Praga                             | Chelsea FC                               | València CF                              |                                          |                                          |                                          |
| 00/01                                          |                                          |                                          | Leeds United                             |                                          |                                          |                                          |                                          |                                          |                                          |
| 01/02                                          |                                          | Wisla Cracòvia                           | Olympique Lió                            | AS Roma                                  | Panathinaikos AO                         | Reial Madrid                             |                                          |                                          |                                          |
| 02/03                                          |                                          | Legia Varsòvia                           | Club Bruixes                             | Newcastle United                         | Juventus FC                              |                                          |                                          |                                          |                                          |
| Edició                                         |                                          |                                          | Fase de grups¹                           | Vuitens de final                         | Quarts de final                          | Semifinals                               | Final                                    |                                          |                                          |
| 04/05                                          |                                          |                                          | Shakhtar Donetsk                         | Chelsea FC                               |                                          |                                          |                                          |                                          |                                          |
| 05/06                                          |                                          |                                          | Udinese Calcio                           | Chelsea FC                               | SL Benfica                               | AC Milà                                  | Arsenal FC                               |                                          |                                          |
| 06/07                                          |                                          |                                          | Werder Bremen                            | Liverpool FC                             |                                          |                                          |                                          |                                          |                                          |
| 07/08                                          |                                          |                                          | Glasgow Rangers                          | Celtic Glasgow                           | Schalke 04                               | Manchester United FC                     |                                          |                                          |                                          |
| 08/09                                          |                                          | Wisla Cracòvia                           | Shakhtar Donetsk                         | Olympique Lió                            | Bayern de Múnic                          | Chelsea FC                               | Manchester United FC                     |                                          |                                          |
| 09/10                                          |                                          |                                          | FK Rubin Kazan                           | VfB Stuttgart                            | Arsenal FC                               | Internazionale Milà                      |                                          |                                          |                                          |
| 10/11                                          |                                          |                                          | FK Rubin Kazan                           | Arsenal FC                               | Shakhtar Donetsk                         | Reial Madrid                             | Manchester United FC                     |                                          |                                          |
| 11/12                                          |                                          |                                          | Viktoria Pilsen                          | Bayer Leverkusen                         | AC Milà                                  | Chelsea FC                               |                                          |                                          |                                          |
| 12/13                                          |                                          |                                          | SL Benfica                               | AC Milà                                  | Paris Saint-Germain FC                   | Bayern de Múnic                          |                                          |                                          |                                          |
| 13/14                                          |                                          |                                          | Ajax Amsterdam                           | Manchester City FC                       | Atlètic de Madrid                        |                                          |                                          |                                          |                                          |
| 14/15                                          |                                          |                                          | Ajax Amsterdam                           | Manchester City FC                       | Paris Saint-Germain FC                   | Bayern de Múnic                          | Juventus FC                              |                                          |                                          |
| 15/16                                          |                                          |                                          | Bayer Leverkusen                         | Arsenal FC                               | Atlètic de Madrid                        |                                          |                                          |                                          |                                          |
| 16/17                                          |                                          |                                          | Borussia Mönchengladbach                 | Paris Saint-Germain FC                   | Juventus FC                              |                                          |                                          |                                          |                                          |
| 17/18                                          |                                          |                                          | Sporting Lisboa                          | Chelsea FC                               | AS Roma                                  |                                          |                                          |                                          |                                          |
| 18/19                                          |                                          |                                          | Internazionale Milà                      | Olympique Lió                            | Manchester United FC                     | Liverpool FC                             |                                          |                                          |                                          |
| 19/20                                          |                                          |                                          | Internazionale Milà                      | SSC Napoli                               | Bayern de Múnic                          |                                          |                                          |                                          |                                          |
| 20/21                                          |                                          |                                          | Dynamo Kiev                              | Paris Saint-Germain FC                   |                                          |                                          |                                          |                                          |                                          |
| 21/22                                          |                                          |                                          | SL Benfica                               |                                          |                                          |                                          |                                          |                                          |                                          |
| 22/23                                          |                                          |                                          | Internazionale Milà                      |                                          |                                          |                                          |                                          |                                          |                                          |
| 23/24                                          |                                          |                                          | Shakhtar Donetsk                         | SSC Napoli                               | Paris Saint-Germain FC                   |                                          |                                          |                                          |                                          |
| Edició                                         |                                          | Fase de lliga¹                           | Ronda eliminatòria                       | Vuitens de final                         | Quarts de final                          | Semifinals                               | Final                                    |                                          |                                          |
| 24/25                                          |                                          | GNK Dinamo Zagreb                        |                                          | SL Benfica                               | Borussia Dortmund                        | Internazionale Milà                      |                                          |                                          |                                          |
| Recopa d'Europa                                |                                          |                                          |                                          |                                          |                                          |                                          |                                          |                                          |                                          |
| Edició                                         |                                          |                                          | Setzens de final                         | Vuitens de final                         | Quarts de final                          | Semifinals                               | Final                                    |                                          |                                          |
| 63/64                                          |                                          |                                          | Shelbourne FC                            | Hamburg SV                               |                                          |                                          |                                          |                                          |                                          |
| 68/69                                          |                                          |                                          | FC Lugano                                |                                          | Lyn Oslo                                 | 1.FC Colònia                             | Slovan Bratislava                        |                                          |                                          |
| 71/72                                          |                                          |                                          | Lisburn Distillery                       | Steaua Bucarest                          |                                          |                                          |                                          |                                          |                                          |
| 78/79                                          |                                          |                                          | Shakhtar Donetsk                         | RSC Anderlecht                           | Ipswich Town                             | KSK Beveren                              | Fortuna Düsseldorf                       |                                          |                                          |
| 79/80                                          |                                          |                                          | ÍA Akranes                               | Aris Bonnevoie                           | València CF                              |                                          |                                          |                                          |                                          |
| 81/82                                          |                                          |                                          | Botev Plovdiv                            | Dukla Praga                              | Lokomotive Leipzig                       | Tottenham Hotspur FC                     | Standard Lieja                           |                                          |                                          |
| 82/83                                          |                                          |                                          | Apollon Limassol                         | Estrella Vermella                        | Austria Viena                            |                                          |                                          |                                          |                                          |
| 83/84                                          |                                          |                                          | 1. FC Magdeburg                          | NEC Nijmegen                             | Manchester United FC                     |                                          |                                          |                                          |                                          |
| 84/85                                          |                                          |                                          | FC Metz                                  |                                          |                                          |                                          |                                          |                                          |                                          |
| 88/89                                          |                                          |                                          | Fram Reykjavík                           | Lech Poznan                              | AGF Aarhus                               | CSKA Sofia                               | Sampdoria UC                             |                                          |                                          |
| 89/90                                          |                                          |                                          | Legia Varsòvia                           | RSC Anderlecht                           |                                          |                                          |                                          |                                          |                                          |
| 90/91                                          |                                          |                                          | Trabzonspor                              | Fram Reykjavík                           | Dynamo Kiev                              | Juventus FC                              | Manchester United FC                     |                                          |                                          |
| 96/97                                          |                                          |                                          | AEK Larnaca                              | Estrella Vermella                        | AIK Solna                                | AC Fiorentina                            | Paris Saint-Germain FC                   |                                          |                                          |
| Copa de Fires / Copa de la UEFA / Lliga Europa |                                          |                                          |                                          |                                          |                                          |                                          |                                          |                                          |                                          |
| Edició                                         |                                          |                                          |                                          |                                          | Fase de grups                            | Semifinals                               | Final                                    |                                          |                                          |
| 55/58                                          |                                          |                                          |                                          |                                          | Selecció Copenhague                      | Birmingham City FC                       | Selecció Londres                         |                                          |                                          |
| Edició                                         | Fase prèvia                              | 1ª Ronda                                 | Setzens de final                         | Vuitens de final                         | Quarts de final                          | Semifinals                               | Final                                    |                                          |                                          |
| 58/60                                          |                                          |                                          |                                          | Selecció Basilea                         | Internazionale Milà                      | Selecció Belgrad                         | Birmingham City FC                       |                                          |                                          |
| 60/61                                          |                                          |                                          |                                          | Selecció Zagreb                          | Edinburgh Hibernians                     |                                          |                                          |                                          |                                          |
| 61/62                                          |                                          |                                          | Selecció Berlin Oest                     | Dinamo de Zagreb                         | Sheffield Wednesday                      | Estrella Vermella                        | València CF                              |                                          |                                          |
| 62/63                                          |                                          |                                          | CF Os Belenenses                         | Estrella Vermella                        |                                          |                                          |                                          |                                          |                                          |
| 64/65                                          |                                          | AC Fiorentina                            | Celtic Glasgow                           | Racing Estrasburg                        |                                          |                                          |                                          |                                          |                                          |
| 65/66                                          |                                          | FC Utrecht                               | Royal Antwerp                            | Hannover 96                              | RCD Espanyol                             | Chelsea FC                               | Reial Saragossa                          |                                          |                                          |
| 66/67                                          |                                          |                                          | Dundee United                            |                                          |                                          |                                          |                                          |                                          |                                          |
| 67/68                                          |                                          | FC Zürich                                |                                          |                                          |                                          |                                          |                                          |                                          |                                          |
| 69/70                                          |                                          | Boldklubben 1913                         | Gyori ETO                                | Internazionale Milà                      |                                          |                                          |                                          |                                          |                                          |
| 70/71                                          |                                          | GKS Katowice                             | Juventus FC                              |                                          |                                          |                                          |                                          |                                          |                                          |
| 72/73                                          |                                          | FC Porto                                 |                                          |                                          |                                          |                                          |                                          |                                          |                                          |
| 73/74                                          |                                          | OGC Nice                                 |                                          |                                          |                                          |                                          |                                          |                                          |                                          |
| 75/76                                          |                                          | PAOK Salònica                            | SS Lazio                                 | Vasas Budapest                           | Levski Sofia                             | Liverpool FC                             |                                          |                                          |                                          |
| 76/77                                          |                                          | CF Os Belenenses                         | KSC Lokeren                              | Östers IF                                | Athletic Club                            |                                          |                                          |                                          |                                          |
| 77/78                                          |                                          | Steaua Bucarest                          | AZ Alkmaar                               | Ipswich Town                             | Aston Villa                              | PSV Eindhoven                            |                                          |                                          |                                          |
| 80/81                                          |                                          | Sliema Wanderers                         | 1.FC Colònia                             |                                          |                                          |                                          |                                          |                                          |                                          |
| 86/87                                          |                                          | Flamurtari Vlorë                         | Sporting Portugal                        | Bayer Uerdingen                          | Dundee United                            |                                          |                                          |                                          |                                          |
| 87/88                                          |                                          | CF Os Belenenses                         | Dynamo Moscou                            | Flamurtari Vlorë                         | Bayer Leverkusen                         |                                          |                                          |                                          |                                          |
| 95/96                                          |                                          | Hapoel Be'er Sheva                       | Vitória Guimarães                        | Sevilla FC                               | PSV Eindhoven                            | Bayern de Múnic                          |                                          |                                          |                                          |
| 00/01                                          |                                          |                                          | Club Bruixes                             | AEK Atenes                               | Celta de Vigo                            | Liverpool FC                             |                                          |                                          |                                          |
| 03/04                                          | Matador Púchov                           | Panionios GSS                            | Brøndby IF                               | Celtic Glasgow                           |                                          |                                          |                                          |                                          |                                          |
| Edició                                         | Fase prèvia                              | Fase de grups¹                           | Ronda eliminatòria                       | Vuitens de final                         | Quarts de final                          | Semifinals                               | Final                                    |                                          |                                          |
| 21/22                                          |                                          |                                          | SSC Napoli                               | Galatasaray SK                           | Eintracht Frankfurt                      |                                          |                                          |                                          |                                          |
| 22/23                                          |                                          |                                          | Manchester United FC                     |                                          |                                          |                                          |                                          |                                          |                                          |

### Rànquings

#### Coeficients UEFA
Darrera actualització: 11 juny de 2023
| Coeficients UEFA de Barcelona | Coeficients UEFA de Barcelona | Coeficients UEFA de Barcelona | Coeficients UEFA de Barcelona | Coeficients UEFA de Barcelona |
| Temp                          | Rànq                          | Mvmt                          | Coeficient                    | Ref.                          |
| ----------------------------- | ----------------------------- | ----------------------------- | ----------------------------- | ----------------------------- |
| 2024                          | 14                            | –5                            | 72.000                        |                               |
| 2023                          | 9                             | –3                            | 98.000                        | [ 5 ]                         |
| 2022                          | 6                             | –2                            | 114.000                       | [ 6 ]                         |
| 2021                          | 4                             | –1                            | 122.000                       | [ 7 ]                         |
| 2020                          | 3                             | –1                            | 128.000                       | [ 8 ]                         |
| 2019                          | 2                             | +2                            | 138.000                       | [ 9 ]                         |
| 2018                          | 4                             | –1                            | 132.000                       | [ 10 ]                        |
| 2017                          | 3                             | 0                             | 151.999                       | [ 11 ]                        |
| 2016                          | 3                             | –1                            | 159.142                       | [ 12 ]                        |
| 2015                          | 2                             | 0                             | 164.999                       | [ 13 ]                        |
| 2014                          | 2                             | –1                            | 157.542                       | [ 14 ]                        |
| 2013                          | 1                             | 0                             | 157.605                       | [ 15 ]                        |
| 2012                          | 1                             | +1                            | 157.837                       | [ 16 ]                        |
| 2011                          | 2                             | –1                            | 141.465                       | [ 17 ]                        |
| 2010                          | 1                             | 0                             | 136.951                       | [ 18 ]                        |
| 2009                          | 1                             | +3                            | 121.853                       | [ 19 ]                        |
| 2008                          | 4                             | –2                            | 117.837                       | [ 20 ]                        |
| 2007                          | 2                             | 0                             | 119.374                       | [ 21 ]                        |
| 2006                          | 2                             | +2                            | 127.006                       | [ 22 ]                        |
| 2005                          | 4                             | –1                            | 117.326                       | [ 23 ]                        |
| 2004                          | 3                             | –1                            | 134.350                       | [ 24 ]                        |
| 2003                          | 2                             | +2                            | 140.769                       | [ 25 ]                        |
| 2002                          | 4                             | 0                             | 116.233                       | [ 26 ]                        |
| 2001                          | 4                             | –2                            | 108.605                       | [ 27 ]                        |
| 2000                          | 2                             | +7                            | 103.799                       | [ 28 ]                        |
| 1999                          | 9                             | –4                            | 79.814                        | [ 29 ]                        |
| 1998                          | 5                             | +2                            | 7.379                         | [ 30 ]                        |
| 1997                          | 7                             | –1                            | 7.546                         | [ 31 ]                        |
| 1996                          | 6                             | –4                            | 7.294                         | [ 32 ]                        |
| 1995                          | 2                             | 0                             | 7.149                         | [ 33 ]                        |
| 1994                          | 2                             | 0                             | 7.274                         | [ 34 ]                        |
| 1993                          | 2                             | +2                            | 7.441                         | [ 35 ]                        |
| 1992                          | 4                             | +1                            | 7.566                         | [ 36 ]                        |
| 1991                          | 5                             | +3                            | 7.055                         | [ 37 ]                        |
| 1990                          | 8                             | –2                            | 6.944                         | [ 38 ]                        |
| 1989                          | 6                             | +1                            | 6.694                         | [ 39 ]                        |
| 1988                          | 7                             | –1                            | 6.527                         | [ 40 ]                        |
| 1987                          | 6                             | –2                            | 7.068                         | [ 41 ]                        |
| 1986                          | 4                             | –2                            | 7.498                         | [ 42 ]                        |
| 1985                          | 2                             | 0                             | 7.554                         | [ 43 ]                        |
| 1984                          | 2                             | –1                            | 8.054                         | [ 44 ]                        |
| 1983                          | 1                             | 0                             | 7.998                         | [ 45 ]                        |
| 1982                          | 1                             | 0                             | 7.832                         | [ 46 ]                        |
| 1981                          | 1                             | +1                            | 7.652                         | [ 47 ]                        |
| 1980                          | 2                             | +1                            | 7.596                         | [ 48 ]                        |
| 1979                          | 3                             | +3                            | 7.721                         | [ 49 ]                        |
| 1978                          | 6                             | +12                           | 6.944                         | [ 50 ]                        |
| 1977                          | 18                            | +5                            | 5.444                         | [ 51 ]                        |
| 1976                          | 23                            | +8                            | 5.069                         | [ 52 ]                        |
| 1975                          | 31                            | +1                            | 4.625                         | [ 53 ]                        |
| 1974                          | 32                            | –12                           | 4.500                         | [ 54 ]                        |
| 1973                          | 20                            | –12                           | 5.357                         | [ 55 ]                        |
| 1972                          | 8                             | +9                            | 6.357                         | [ 56 ]                        |
| 1971                          | 17                            | –7                            | 5.357                         | [ 57 ]                        |
| 1970                          | 10                            | +8                            | 5.857                         | [ 58 ]                        |
| 1969                          | 18                            | –1                            | 5.523                         | [ 59 ]                        |
| 1968                          | 17                            | –1                            | 5.166                         | [ 60 ]                        |
| 1967                          | 16                            | –11                           | 5.166                         | [ 61 ]                        |
| 1966                          | 5                             | –1                            | 6.666                         | [ 62 ]                        |
| 1965                          | 4                             | –3                            | 6.620                         | [ 63 ]                        |
| 1964                          | 1                             | +1                            | 7.382                         | [ 64 ]                        |
| 1963                          | 2                             | 0                             | 5.882                         | [ 65 ]                        |
| 1962                          | 2                             | +1                            | 6.548                         | [ 66 ]                        |
| 1961                          | 3                             | –1                            | 5.048                         | [ 67 ]                        |
| 1960                          | 2                             |                               | 3.594                         | [ 68 ]                        |

#### Classificació Elo del Club de Futbol
A 16 de juny de 2024 
| Rànq | Club                    | Elo  |
| ---- | ----------------------- | ---- |
| 7    | FC Bayern de Múnic      | 1900 |
| 8    | Atalanta BC             | 1884 |
| 9    | FC Barcelona            | 1882 |
| 10   | Paris Saint-Germaina FC | 1877 |
| 11   | BV 09 Borussia Dortmund | 1869 |

## Club

### Èxits internacionals
La següent taula inclou el rendiment a les competicions internacionals de les divisions del Barcelona en diferents esports, en els casos en què s'hagin classificat almenys per a la fase o ronda semifinal de les competicions.
     Campions      Finalistes      Tercers      Quarts      Semifinals
| Temp  | Futbol                | Futbol femení      | Bàsquet               | Handbol               | Hoquei patins         | Futbol sala       | Futbol americà | Beisbol        | Patinatge artístic             | Futbol platja              | Rugbi         |
| Total | 45                    | 6                  | 29                    | 42                    | 68                    | 9                 | 5              | 2              | 4                              | 1                          | 3             |
| ----- | --------------------- | ------------------ | --------------------- | --------------------- | --------------------- | ----------------- | -------------- | -------------- | ------------------------------ | -------------------------- | ------------- |
| 55/58 | Copa de Fires         |                    |                       |                       |                       |                   |                |                |                                |                            |               |
| 58/60 | Copa de Fires         |                    |                       |                       |                       |                   |                |                |                                |                            |               |
| 59/60 | Copa d'Europa         |                    |                       |                       |                       |                   |                |                |                                |                            |               |
| 60/61 | Copa d'Europa         |                    |                       |                       |                       |                   |                |                |                                |                            |               |
| 61/62 | Copa de Fires         |                    |                       |                       |                       |                   |                |                |                                |                            |               |
| 65/66 | Copa de Fires         |                    |                       |                       |                       |                   |                |                |                                |                            | Copa Ibèrica  |
| 66/67 |                       |                    |                       |                       |                       |                   |                |                |                                |                            | Copa Pirineus |
| 68/69 | Recopa d'Europa       |                    |                       |                       |                       |                   |                |                |                                |                            |               |
| 70/71 |                       |                    |                       |                       |                       |                   |                |                |                                |                            | Copa Ibèrica  |
| 72/73 |                       |                    |                       |                       | Lliga europea         |                   |                |                |                                |                            |               |
| 73/74 |                       |                    |                       |                       | Lliga europea         |                   |                |                |                                |                            |               |
| 74/75 | Copa d'Europa         |                    |                       |                       | Lliga europea         |                   |                |                |                                |                            |               |
| 75/76 | Copa de la UEFA       |                    |                       |                       | Lliga europea         |                   |                |                |                                |                            |               |
| 77/78 | Copa de la UEFA       |                    | Recopa                |                       | Lliga europea         |                   |                |                |                                |                            |               |
| 78/79 | Recopa d'Europa       |                    | Recopa                |                       | Lliga europea         |                   |                |                |                                |                            |               |
| 78/79 | Supercopa d'Europa    |                    |                       |                       | Lliga europea         |                   |                |                |                                |                            |               |
| 79/80 |                       |                    | Recopa                |                       | Lliga europea         |                   |                |                |                                |                            |               |
| 80/81 |                       |                    | Recopa                |                       | Lliga europea         |                   |                |                |                                |                            |               |
| 80/81 |                       |                    |                       | Copa Continental      |                       |                   |                |                |                                |                            |               |
| 81/82 | Recopa d'Europa       |                    | Copa d'Europa         |                       | Lliga europea         |                   |                |                |                                |                            |               |
| 81/82 | Supercopa d'Europa    |                    |                       |                       | Copa Continental      |                   |                |                |                                |                            |               |
| 82/83 |                       |                    |                       | Copa d'Europa         | Lliga europea         |                   |                |                |                                |                            |               |
| 82/83 |                       |                    |                       | Copa Continental      |                       |                   |                |                |                                |                            |               |
| 82/83 |                       |                    |                       | Copa Intercontinental |                       |                   |                |                |                                |                            |               |
| 83/84 |                       |                    | Copa d'Europa         |                       | Lliga europea         |                   |                |                |                                |                            |               |
| 83/84 |                       |                    |                       | Copa Continental      |                       |                   |                |                |                                |                            |               |
| 84/85 |                       |                    | Recopa                |                       | Lliga europea         |                   |                |                |                                |                            |               |
| 84/85 |                       |                    | Copa Intercontinental |                       | Copa Continental      |                   |                |                |                                |                            |               |
| 85/86 | Copa d'Europa         |                    | Recopa                |                       | Copa Intercontinental |                   |                |                |                                |                            |               |
| 85/86 |                       |                    | Copa Intercontinental |                       | Copa Continental      |                   |                |                |                                |                            |               |
| 85/86 |                       |                    |                       | Lliga europea         |                       |                   |                |                |                                |                            |               |
| 86/87 |                       |                    | Copa Korać            |                       | Recopa d'Europa       |                   |                |                |                                |                            |               |
| 86/87 |                       | Supercopa d'Europa |                       |                       |                       |                   |                |                |                                |                            |               |
| 87/88 |                       |                    | Copa Intercontinental |                       | Copa Continental      |                   |                |                |                                |                            |               |
| 88/89 | Recopa d'Europa       |                    | Copa d'Europa         |                       |                       |                   |                |                |                                |                            |               |
| 88/89 | Supercopa d'Europa    |                    |                       |                       |                       |                   |                |                |                                |                            |               |
| 89/90 |                       |                    | Copa d'Europa         | Copa d'Europa         | WSE Cup               |                   |                |                |                                |                            |               |
| 90/91 | Recopa d'Europa       |                    | Copa d'Europa         | Copa d'Europa         |                       |                   | World Bowl     |                |                                |                            |               |
| 91/92 | Copa d'Europa         |                    |                       | Copa d'Europa         |                       |                   | World Bowl     |                |                                |                            |               |
| 91/92 | Supercopa d'Europa    |                    |                       |                       |                       |                   |                |                |                                |                            |               |
| 91/92 | Copa Intercontinental |                    |                       |                       |                       |                   |                |                |                                |                            |               |
| 92/93 |                       |                    | Copa Korać            | Copa d'Europa         |                       |                   |                |                |                                |                            |               |
| 93/94 | Lliga de Campions     |                    | Lliga Europea         | Recopa                |                       |                   |                |                |                                |                            |               |
| 94/95 |                       |                    |                       | Recopa                |                       |                   |                |                |                                |                            |               |
| 95/96 | Copa de la UEFA       |                    | Lliga Europea         | Lliga de Campions     | Lliga europea         |                   |                |                |                                |                            |               |
| 96/97 | Recopa d'Europa       |                    | Eurolliga             | Lliga de Campions     | Lliga europea         |                   | World Bowl     |                |                                |                            |               |
| 96/97 | Supercopa d'Europa    |                    |                       | Supercopa d'Europa    |                       |                   |                |                |                                |                            |               |
| 97/98 |                       |                    |                       | Lliga de Campions     | Copa Intercontinental |                   |                |                |                                |                            |               |
| 97/98 |                       |                    |                       | Supercopa d'Europa    | Copa Continental      |                   |                |                |                                |                            |               |
| 97/98 |                       |                    |                       | Lliga europea         |                       |                   |                |                |                                |                            |               |
| 98/99 |                       |                    | Copa Korać            | Lliga de Campions     | Lliga europea         |                   | World Bowl     |                |                                |                            |               |
| 98/99 |                       |                    | Supercopa d'Europa    |                       |                       |                   |                |                |                                |                            |               |
| 99/00 | Lliga de Campions     |                    | Eurolliga             | Lliga de Campions     | Lliga europea         |                   |                |                |                                |                            |               |
| 99/00 |                       |                    |                       | Copa Ibèrica          |                       |                   |                |                |                                |                            |               |
| 99/00 |                       |                    | Supercopa d'Europa    |                       |                       |                   |                |                |                                |                            |               |
| 00/01 | Copa de la UEFA       |                    |                       | Lliga de Campions     | Lliga europea         |                   | World Bowl     |                |                                |                            |               |
| 00/01 |                       |                    |                       | Supercopa d'Europa    | Copa Continental      |                   |                |                |                                |                            |               |
| 00/01 |                       |                    |                       | Copa Ibèrica          |                       |                   |                |                |                                |                            |               |
| 01/02 | Lliga de Campions     |                    |                       | Copa EHF              | Lliga europea         |                   |                |                |                                |                            |               |
| 01/02 |                       |                    |                       | Copa Continental      |                       |                   |                |                |                                |                            |               |
| 01/02 |                       |                    |                       | Copa Ibèrica          |                       |                   |                |                |                                |                            |               |
| 02/03 |                       |                    | Eurolliga             | Copa EHF              | Copa Continental      |                   |                |                |                                |                            |               |
| 02/03 |                       |                    |                       | Lliga europea         |                       |                   |                |                |                                |                            |               |
| 03/04 |                       |                    |                       | Supercopa d'Europa    | Lliga europea         |                   |                |                |                                |                            |               |
| 04/05 |                       |                    |                       | Lliga de Campions     | Lliga europea         |                   |                |                |                                |                            |               |
| 04/05 |                       |                    |                       | Copa Continental      |                       |                   |                |                |                                |                            |               |
| 05/06 | Lliga de Campions     |                    | Eurolliga             |                       | Copa Intercontinental |                   |                |                | Trofeu internacional de Niça   |                            |               |
| 05/06 | Supercopa d'Europa    |                    |                       |                       | WSE Cup               |                   |                |                |                                |                            |               |
| 05/06 | Mundial de Clubs      |                    |                       |                       | Copa Continental      |                   |                |                |                                |                            |               |
| 06/07 |                       |                    |                       |                       | Lliga europea         |                   |                | Copa de la CEB |                                |                            |               |
| 06/07 |                       |                    |                       | Copa Continental      |                       |                   |                |                |                                |                            |               |
| 07/08 | Lliga de Campions     |                    |                       | Lliga de Campions     | Lliga europea         |                   |                | Copa de la CEB |                                |                            |               |
| 07/08 |                       |                    |                       | Copa Continental      |                       |                   |                |                |                                |                            |               |
| 08/09 | Lliga de Campions     |                    | Eurolliga             |                       | Copa Intercontinental |                   |                |                |                                |                            |               |
| 08/09 | Supercopa d'Europa    |                    |                       |                       | Copa Continental      |                   |                |                |                                |                            |               |
| 08/09 | Mundial de Clubs      |                    |                       |                       |                       |                   |                |                |                                |                            |               |
| 09/10 | Lliga de Campions     |                    | Eurolliga             | Lliga de Campions     | Lliga europea         |                   |                |                |                                |                            |               |
| 10/11 | Lliga de Campions     |                    |                       | Lliga de Campions     | Copa Continental      |                   |                |                |                                |                            |               |
| 10/11 | Supercopa d'Europa    |                    |                       |                       |                       |                   |                |                |                                |                            |               |
| 10/11 | Mundial de Clubs      |                    |                       |                       |                       |                   |                |                |                                |                            |               |
| 11/12 | Lliga de Campions     |                    | Eurolliga             |                       | Lliga europea         | Copa de la UEFA   |                |                | Coupe international d'Asnières |                            |               |
| 12/13 | Lliga de Campions     |                    | Eurolliga             | Lliga de Campions     | Lliga europea         | Copa de la UEFA   |                |                | Trofeu internacional de Niça   |                            |               |
| 13/14 |                       |                    |                       | Lliga de Campions     | Lliga europea         | Copa de la UEFA   |                |                |                                |                            |               |
| 13/14 |                       |                    | Mundial               |                       |                       |                   |                |                |                                |                            |               |
| 14/15 | Lliga de Campions     |                    | Eurolliga             | Lliga de Campions     | Lliga europea         | Copa de la UEFA   |                |                | Trofeu internacional de Niça   | Campionat mundial de Clubs |               |
| 14/15 | Supercopa d'Europa    |                    |                       | Mundial               | Copa Intercontinental |                   |                |                |                                |                            |               |
| 14/15 | Mundial de Clubs      |                    |                       |                       | Copa Continental      |                   |                |                |                                |                            |               |
| 15/16 |                       |                    |                       | Mundial               | Copa Continental      |                   |                |                |                                |                            |               |
| 15/16 |                       |                    |                       | Lliga europea         |                       |                   |                |                |                                |                            |               |
| 16/17 |                       | Lliga de Campions  |                       | Lliga de Campions     | Lliga europea         |                   |                |                |                                |                            |               |
| 17/18 |                       |                    |                       | Mundial               | Lliga europea         | Copa de la UEFA   |                |                |                                |                            |               |
| 18/19 | Lliga de Campions     | Lliga de Campions  |                       | Lliga de Campions     | Copa Intercontinental | Lliga de Campions |                |                |                                |                            |               |
| 18/19 |                       |                    |                       | Copa Continental      |                       |                   |                |                |                                |                            |               |
| 18/19 |                       |                    |                       | Mundial               | Lliga europea         |                   |                |                |                                |                            |               |
| 19/20 |                       | Lliga de Campions  |                       | Lliga de Campions     |                       | Lliga de Campions |                |                |                                |                            |               |
| 19/20 |                       |                    | Mundial               |                       |                       |                   |                |                |                                |                            |               |
| 20/21 |                       | Lliga de Campions  |                       | Lliga de Campions     |                       | Lliga de Campions |                |                |                                |                            |               |
| 20/21 |                       |                    | Mundial               |                       |                       |                   |                |                |                                |                            |               |
| 21/22 |                       | Lliga de Campions  |                       | Lliga de Campions     |                       | Lliga de Campions |                |                |                                |                            |               |
| 21/22 |                       |                    | Mundial               |                       |                       |                   |                |                |                                |                            |               |
| 22/23 |                       | Lliga de Campions  |                       | Lliga de Campions     |                       |                   |                |                |                                |                            |               |
| 23/24 |                       | Lliga de Campions  |                       | Lliga de Campions     |                       | Lliga de Campions |                |                |                                |                            |               |